# Туалетная вода
Туале́тная вода́ (фр. eau de toilette) — парфюмерное средство в виде водно-спиртового раствора, содержащее не менее 4 % (по массе) душистых веществ. Продолжительность действия (стойкость) туалетной воды на теле человека составляет 2—3 часа.
В СССР туалетные воды относились к разновидности гигиенических одеколонов, предназначенных для нанесения на кожу и волосы, водных обтираний и ароматизации воздуха в помещении.
Официальный термин «туалетная вода» возник благодаря Наполеону I, который находился в ссылке на острове Святой Елены. Император придумал собственный рецепт ароматной воды с добавлением бергамота взамен закончившегося одеколона. Наполеон назвал своё изобретение «туалетной водой», и с тех пор этот термин стал официальным.
История туалетной воды намного более древняя. В античном мире широко использовали туалетную воду: ею обрызгивали навесы, домашних животных, она изливалась в городских фонтанах, ею увлажнялся и наполнялся ароматами воздух на приёмах. Однако с падением Римской империи туалетная вода стала на время достоянием Востока.